# Atem
Atem — четвёртый студийный альбом немецкой группы электронной музыки Tangerine Dream.
В альбоме окончательно сложился классический состав группы, который просуществует до 1977 года.

## Характеристика
Альбом представляет собой «туманную психоделическую электронную симфонию», включающую как медленные атмосферические фрагменты, так и более агрессивные эксперименты с ударными, вокалом и динамичным оркестровым звучанием меллотрона.
«Atem — более мелодичный и менее диссонансный, чем предыдущие работы Tangerine Dream. Группа придает хорошую закрутку старому звучанию прог-рока. Хотя обычно Tangerine Dream относят к прогрессивному року и арт-року, этот альбом представляет собой чистый космический рок. Он выходит за границы рок-н-ролла».
Выпуск альбома в 1973 году обозначил окончание так называемого периода «розовых лет», после чего альбомы группы приобрели более структурированное (и коммерчески убедительное) звучание.
«Этим альбомом Tangerine Dream заканчивает этап постоянного электронного экспериментирования, двигаясь в направлении стиля, окончательно выработанного на Phaedra и последующих альбомах. Atem стал еще одним шагом на пути к доступности, начатом с великолепных упражнений в минимализме в Zeit. Группа стремится стать более экспрессивной и более открытой в плане инструментального взаимодействия между всеми членами группы».
На обложке альбома изображён Джером Фрёзе, сын Эдгара Фрёзе, который в будущем станет членом Tangerine Dream. На момент выхода альбома ему было два года и четыре месяца.
Atem — «самая любимая и самая исполняемая пластинка знаменитого диджея ВВС Джона Пила в 1972 году. Этот альбом проложил группе дорогу на рынок Великобритании». Во многом благодаря энергичной поддержке альбома Пила (который назвал его лучшим альбомом года) на Tangerine Dream обратили внимание широкие слои любителей музыки в Британии, что привело к многочисленным заказам альбома по почте. Вскоре этот альбом, как и Alpha Centauri, был официально издан в Британии.

## Список композиций
Все композиции написаны Эдгаром Фрёзе, Кристофером Франке, Петером Бауманом.
1. «Atem» 20:27
2. «Fauni-Gena» 10:47
3. «Circulation of Events» 5:52
4. «Wahn» 4:29

## Музыканты
- Эдгар Фрёзе — меллотрон, орган, гитара, голос
- Кристофер Франке — синтезатор VCS3, барабаны, перкуссия, орган, голос
- Петер Бауман — орган, фортепиано, синтезатор VCS3